# John Wixted
John T. Wixted (* 1958) ist ein amerikanischer Psychologe. Er lehrt an der University of California, San Diego.
Wixted studierte Biologie und Psychologie an der UC San Diego (B.A. 1981). Anschließend spezialisierte er sich an der Emory University auf Klinische Psychologie, wo er 1984 einen M.A. und 1987 einen Ph.D. erhielt.
Anschließend lehrte er kurze Zeit in Philadelphia am Medical College of Pennsylvania, erhielt jedoch bereits 1988 eine Stelle an der UCSD, wo er seitdem vom Assistant Professor zum Distinguished Professor (seit 2013) befördert wurde.
Seine Forschungsschwerpunkte sind Gedächtnis, Amnesie und Augenzeugen.
2019 wurde Wixted in die American Academy of Arts and Sciences gewählt.

## Veröffentlichungen
- Mickes, L., Flowe, H. D. & Wixted, J. T.: Receiver operating characteristic analysis of eyewitness memory: Comparing the diagnostic accuracy of simultaneous and sequential lineups. Journal of Experimental Psychology: Applied.
- Smith, C. N., Wixted, J. T. & Squire, L. R.: The hippocampus supports both recollection and familiarity when memories are strong. Journal of Neuroscience, 31. 2011, S. 15693–15702.
- Mednick, S.C., Cai, D. J., Shuman, T., Anagnostaras, S. & Wixted, J. T.: An opportunistic theory of cellular and systems consolidation. Trends in Neurosciences, 34. 2011, S. 504–514.
- Squire, L. R. & Wixted, J. T.: The cognitive neuroscience of human memory since H.M. Annual Review of Neuroscience, 34. 2011, S. 259–288.
- Wixted, J. T.: Dual-process theory and signal-detection theory of recognition memory. Psychological Review, 114. 2007, S. 152–176.